# Chitra indica
La tortuga india de caparazón blando de cabeza estrecha (Chitra indica), también conocida como tortuga de cabeza pequeña de caparazón blando es una especie de tortuga que se encuentra en los principales ríos de Pakistán y la India.